# Agalinis pulchella
Agalinis pulchella är en snyltrotsväxtart som beskrevs av Francis Whittier Pennell. Agalinis pulchella ingår i släktet Agalinis och familjen snyltrotsväxter. Inga underarter finns listade i Catalogue of Life.